# Rade Mihaljčić
Rade Mihaljčić (srbsko Раде Михаљчић), srbski zgodovinar, 1937, Bosanska Gradiška, † 26. marec 2020. 

## Dela
- Kraj srpskog carstva, 1975,1989, 1989.
- Lazar Hrebeljanović-istorija, kult, predanje, 1984, 1989,1989.
- Junaci kosovske legende, 1989,1989,1993.
- The Battle of Kosovo in History and in Popular Tradition, 1989.
- Bezimeni junak, 1995.
- Boj na Kosovu u bugaršticama i epskim pesmama kratskog stiha, 1995, заједно са Ј. Ређепом
- Prošlost i narodno sećanje, 1995.